# Inno e Marcia Pontificale
Magyarországon Pápai Himnuszként a „Hol Szent Péter” kezdetű éneket ismerjük, és énekeljük is a templomokban jelesebb ünnepeinken. Az angol Wiseman bíboros (westminsteri érsek) „In aeterna urbe Roma” („Róma örök városában”) című versét a XIX. században Gyurits Antal fordította le, majd Feley Antal zenésítette meg 1858-ban.
A Vatikán hivatalos himnusza azonban nem ez. A XIX. században az itáliai osztrák haderő Rómában állomásozó Kinsky-ezredének tábornoka Viktor Hallmayr 1857-ben komponált IX. Piusz pápa tiszteletére egy indulót, amely a pápának nagyon megtetszett, és saját himnuszaként fogadta el, így ez volt a hivatalos majdnem száz évig.
A nagy népszerűségnek örvendő pápa tiszteletére, aranymiséje alkalmával 1869-ben komponált a mélyen hívő Charles Gounod zeneszerző egy újabb Pápai Indulót. A mű azonban csak az 1950-es szentév alkalmával vált hivatalossá, XII. Piusz pápa rendeletére.
Az új Pápai Himnuszt első alkalommal 1949 Karácsonyán mutatták be. Hivatalos olasz szövegét a Szt. Péter bazilika egykori orgonistája, Mons. Antonio Allegra írta: „Roma immortale di Martiri e di Santi” (Örök Róma, szentek és vértanúk városa).
Szövege olaszul:

Roma immortale di Martiri e di Santi,

Roma immortale accogli i nostri canti:

Gloria nei cieli a Dio nostro Signore,

Pace ai Fedeli, di Cristo nell'amore.

A Te veniamo, Angelico Pastore,

In Te vediamo il mite Redentore,

Erede Santo di vera e santa Fede;

Conforto e vanto a chi combatte e crede,

Non prevarranno la forza ed il terrore,

Ma regneranno la Veritá, l'Amore. 

Magyar fordítása (nem műfordítás):

Örök Róma, szentek és vértanúk városa,

Örök Róma, fogadd énekeink:

Dicsőség a mennyben Istennek, Urunknak;

Béke a szeretetben Krisztus híveinek.

Hozzád jövünk, angyali pásztor,

Benned látjuk a szelíd Megváltót.

Szent örököse szent és igaz hitnek,

Vigasz és büszkeség annak, aki küzd és hisz.

Erőszak és félelem nem vesz erőt rajtad;

Hanem az igazság és a szeretet fog uralkodni.

## Latin nyelv I
(Raffaello Lavagna) 
O felix Roma - o Roma nobilis:

Sedes es Petri, qui Romae effudit sanguinem,

Petri, cui claves datae sunt regni caelorum.

Pontifex, Tu successor es Petri;

Pontifex, Tu magister es tuos confirmas fratres;

Pontifex, Tu qui Servus servorum Dei,

hominumque piscator, pastor es gregis,

ligans caelum et terram.

Pontifex, Tu Christi es vicarius super terram,

rupes inter fluctus, Tu es pharus in tenebris;

Tu pacis es vindex, Tu es unitatis custos,

vigil libertatis defensor; in Te potestas.

Tu Pontifex, firma es petra, et super petram hanc
aedificata est Ecclesia Dei.

O felix Roma – O Roma nobilis.

## Latin nyelv II
(Evaristo D'Anversa) 

Roma, alma parens, Sanctorum Martyrumque, 

Nobile carmen, te decete, sonorumque, 

Gloria in excelsis, paternæ maiestati 

Pax et in terra  fraternæ caritati 
Ad te clamamus, Angelicum pastorem: 

Quam vere refers, Tu mitem Redemptorem! 

Magister Sanctum, custodis dogma Christi, 

Quod unun vitæ, solamen datur isti. 
Non prævalebunt horrendæ portæ infernæ, 

Sed vis amoris veritatisque æternæ. 
Salve, Roma! 

In te æterna stat historia, 

Inclyta, fulgent gloria 

Monumenta tot et aræ. 
Roma Petri et Pauli, 

Cunctis mater tu redemptis, 

Lúmen cunctæ in facie gentis 

Mundique sola spes! 
Salve, Roma! 

Cuius lux occasum nescit, 

Splendet, incandescit, 

Et iniquo oppilat os. 
Pater Beatissime, 

Annos Petri attinge, excede 

Unum, quæsumus, concede: 

Tu nobis benedic. 